# قائمة الأماكن المقدسة للمسيحيين في القدس
تعج المدينة بالتذكارات المسيحية التي تراكمت عبر العصور، من حضور المسيح في القدس إنجيلياً، بشارةٍ وتعليماً ودعوةً، ابتداء من مجيئه صبياً إلى الهيكل، ثم تعليمه في المجامع وصولاُ إلى درب آلامه وصلبه وقيامته..ورغم تعاقب الحكام والدول بقيت موئل الحجيج المسيحي من أرجاء المعمورة يقصدون الدرب التي مشى عليها المسيح..من هنا لا بد من المرور بشكل سريع على الأمكنة المقدسة ورموزيتها لدى المسيحيين في القدس.

## رموزية الأماكن المقدسة لدى المسيحيين فيالقدس

### كنيسة القيامة

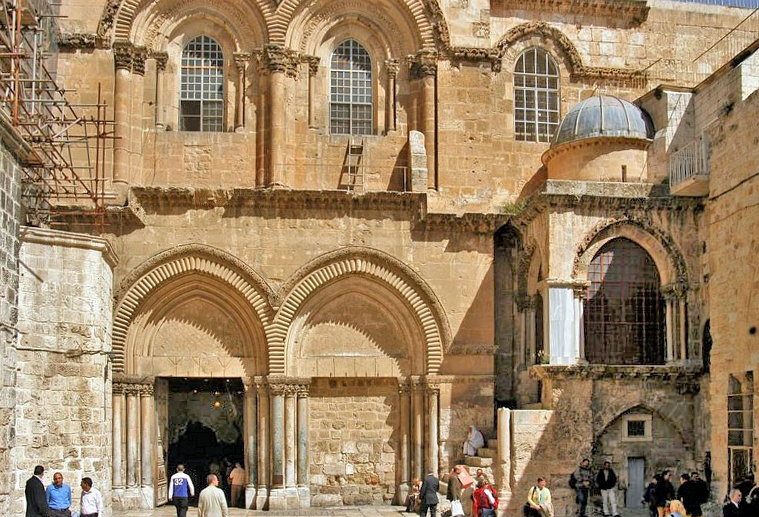
واجهة كنيسة القيامة.

هي الكنيسة الثالثة التي أشرفت على بنائها الملكة هيلانه والدة الإمبراطور قسطنطين، ويذكر أنها عثرت أثناء زيارتها إلى القدس على ما اعتقدت أنه خشبة الصليب الذي علق عليه السيد المسيح، وأرادت بناء كنيسة في المكان، ولم يوفر ابنها مالاً في سبيل ذلك وأشرف على البناء بشكل مباشر مهندس سوري اسمه«زينو بيوس» والحبر «يوستاثيوس»، واستغرق العمل في بنائها أحد عشر عاما إذ بدأ عام ثلاثمئة وخمسة وعشرين وانتهى عام ثلاثمئة وستة وثلاثين للميلاد، حيث توجه الأساقفة الذين كانوا يحضرون مجمعا محليا في صور إلى القدس للمشاركة في حفل تكريسها الذي أعلنت فيه قدسية كنيسة القيامة، نسبة إلى قيامة المسيح من بين الأموات في اليوم الثالث من الصلب.
بنيت الكنيسة داخل أسوار البلدة القديمة، فوق الجلجلة أو الجلجثة، المكان الذي يعتقد أنه الصخرة التي صلب عليها المسيح. وتحتوي على المكان الذي دفن فيه المسيح «القبر المقدس». وموضع الجلجلة مكان قريب جدا من مدخل المدينة على طريق يزدحم فيها الناس على مقربة من حديقة كان فيها قبر جديد ويدعى الجمجمة (بالآرامية جلجثة). وبقي موقع صلب يسوع ودفنه مكرّمين دون انقطاع من المسيحيين المقدسيين.
شكلُ الكنيسة واضح في خارطة مأدبا الفسيفسائية، حيث يظهر باب ثلاثي يدخل منه الناس لا تزال أقسام منه قائمة، وفوق القبر المقدس بناء دائري، بني بينه وبين الباب بازيليك كبيرة بخمسة أروقة بين الأعمدة وجناح دائري في ساحة واسعة بحيث بقي موضع الصليب على حدة باعتباره مزارا قائماً بحد ذاته وزينة الكنيسة فاخرة عظيمة الزخرف من الرخام الملون والنقوش والصور، أدخلت عليه تحسينات باستمرار منها التزيينات التي قامت بها الإمبراطورة يودكيا في منتصف القرن الخامس للميلاد.

### دير مار إبراهيمللروم الأرثوذكس
بمواجهة الكنيسة عبر الباحة إلى اليمين دير مار إبراهيم للروم الأرثوذكس، تيمنا بالتقليد المسيحي الذي يقول أن إبراهيم حاول تقديم ابنه ذبيحة على الصخرة.وهناك البئر العظيمة تحت الدير والتي تبدو كنيسة تحت الأرض.
وإلى اليمين كنيسة مار يعقوب للأرمن والقديس ميخائيل للأقباط. إلى اليسار ثلاث كنائس مكرّسة للقديس يعقوب والقديس يوحنا والشهداء الأربعين.
كانت البازيليك حتى بداية القرن الماضي تفتح أبوابها في الأعياد الاحتفالية فقط، أما اليوم فهي مفتوحة كل يوم.

### سيدة الأوجاع

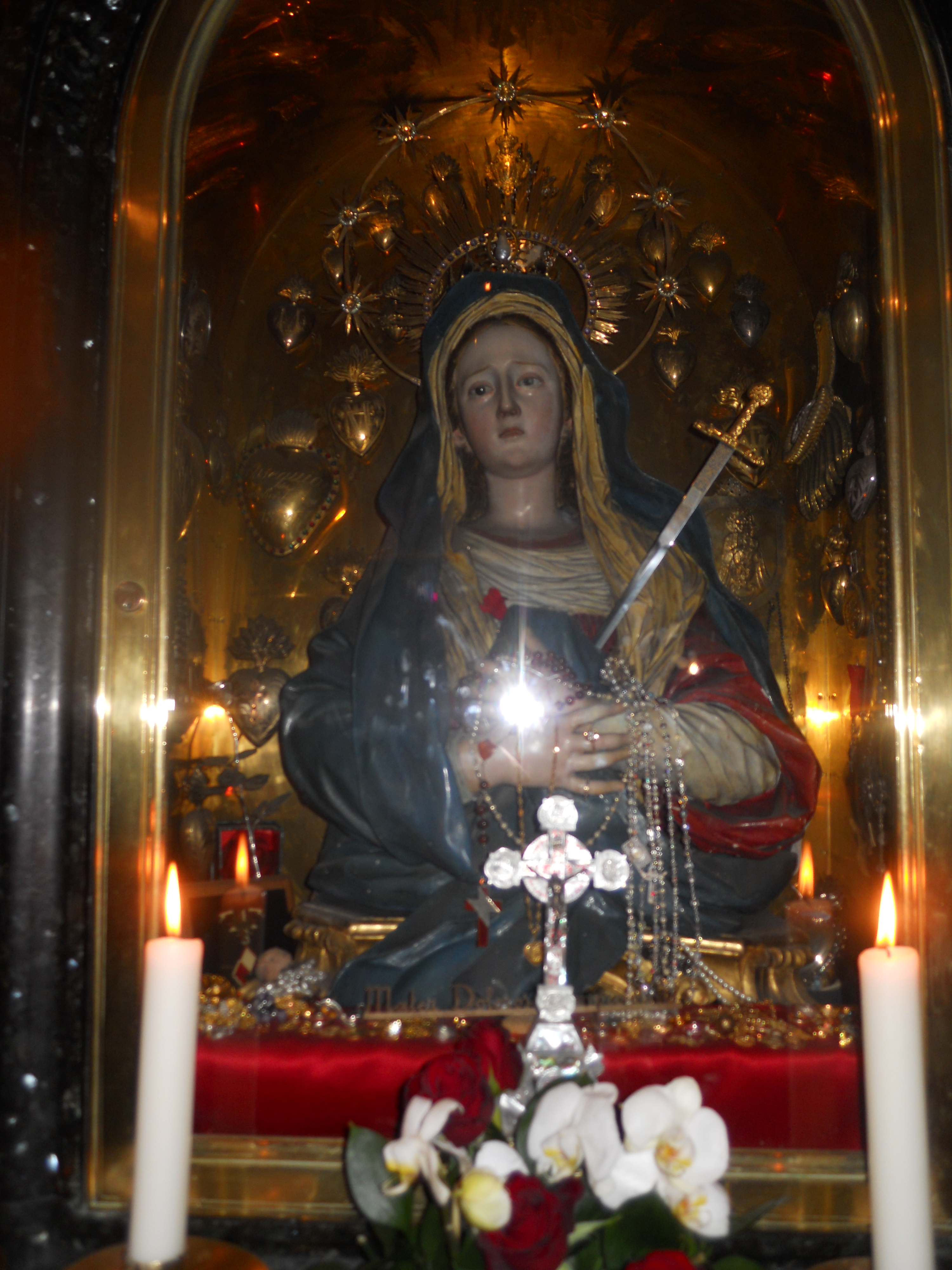
تمثال العذراء ام الأوجاع.

درج إلى اليمين قبل الدخول إلى الكنيسة يؤدي إلى «سيدة الأوجاع» أو«كنيسة الإفرنج» للآباء الفرنسيسكان الذين يحتفلون فيها بالقداس يومياً. تحتها كنيسة أخرى للقديسة مريم المصرية.

### كنيسة الجلجلة

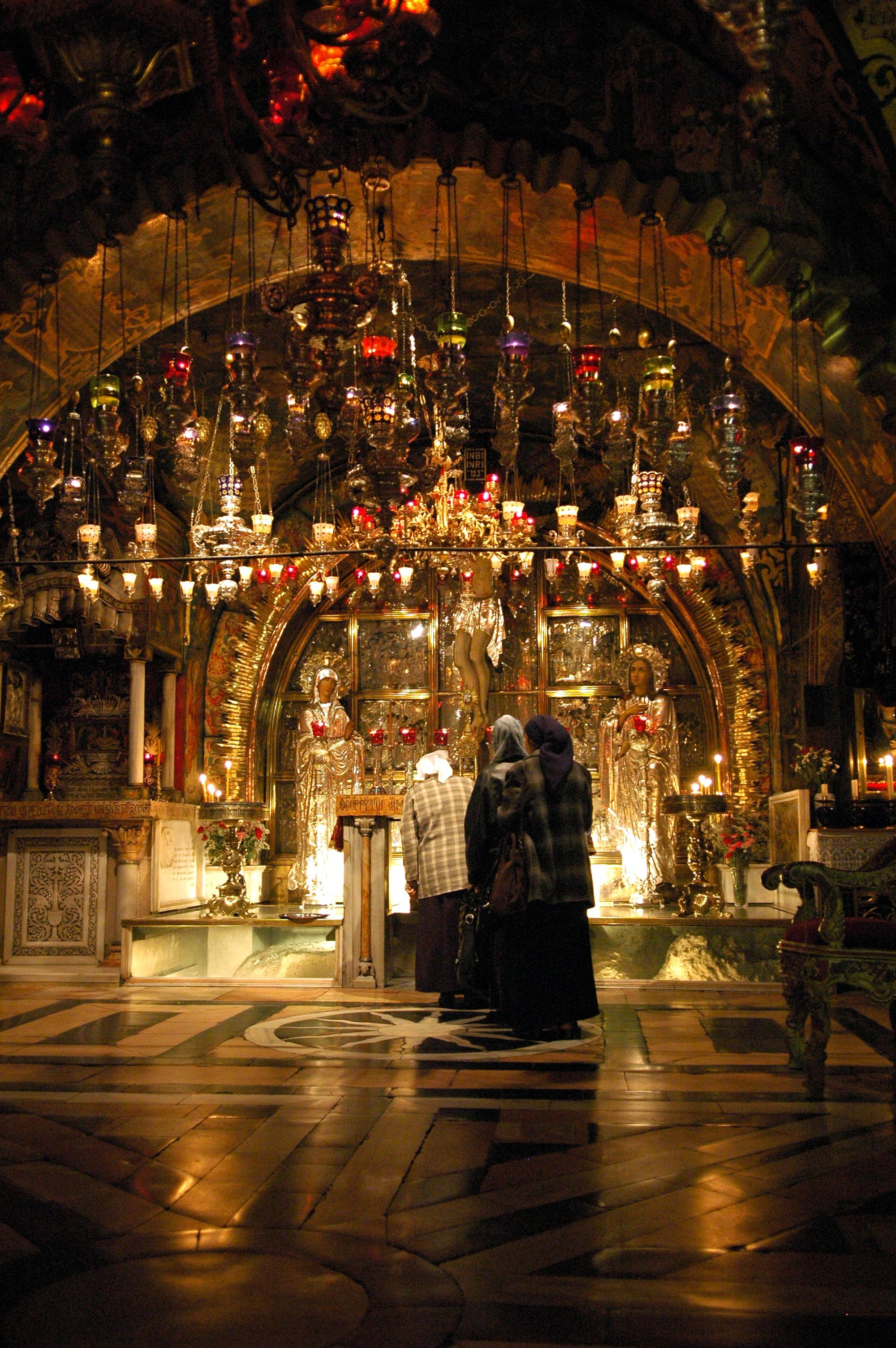
مذبح الجلجلة.

إلى يمين بازيليك القيامة سلم يعلو 5 أمتار عن الأرض يؤدي إلى «كنيسة الجلجلة» التي تنقسم إلى كنيستين صغيرتين. الأولى «كنيسة الصلب» وهيكل صغير«للعذراء أم الأوجاع» وعمودان ضخمان.

### حجر الطيب
في أرض الكنيسة إلى اليسار حجر من الجير الأحمر مزين بالشمعدانات والمصابيح. حيث ورد في إنجيل يوحنا (19,38) أن يوسف الرامي سأل بيلاطس البنطي أخذ جثمان يسوع، فأذن له وجاء نيقوديموس وكان معه خليط من المرّ والعود مقداره نحو مئة درهم. فحملوا جثمان يسوع ولفّوه بلفائف مع الطيب.

### حجر الثلاث مريمات
قرب الفسيفساء الضخم على الواجهة سلّم صغير يؤدي إلى دير الأرمن حيث توجد قبّة صغيرة تغطي حجرا مستديرا هو حجر الثلاث مريمات اللاتي ساعدن يسوع خلال صلبه (متى 27,55).

### قبر الخلاص
في منتصف البناء. تزينه الشمعدانات الضخمة، حيث وضع يسوع في القبر«وكان في الموضع الذي صلب فيه بستان، وفي البستان قبر جديد لم يكن قد وضع فيه أحد. وكان القبر قريبا فوضعوا فيه يسوع»(يوحنا 19,41).ينقسم إلى غرفتين، الخارجية دهليز لإعداد الميت «كنيسة الملاك» ومدخل صغير مغطّى بالرخام هو الباب الحقيقي للقبر الأصلي الذي دحرج عليه الحجر إثر موت المسيح «ولما انقضى السبت وطلع فجر يوم الأحد، جاءت مريم المجدلية ومريم الأخرى تنظران القبر. فإذا زلزال شديد قد حدث. ذلك بأنّ ملاك الربّ نزل من السماء وجاء إلى الحجر فدحرجه وجلس عليه»(متى 288، 1-6)

### خورس الروم الأرثوذكس
مقابل القبر المقدس ويحتل الجزء المركزي من البازيليك.

### كنيسة الأقباط
خلف القبر المقدس.

### كنيسة السريان الأرثوذكس
مقابل كنيسة الأقباط ممر ضيق يؤدي إلى قبر محفور في الصخر يعود إلى أيّام المسيح. يسمى «قبر يوسف الرامي».

### كنيسة القربان المقدس
إلى يمين الناظر إلى القبر باحة هي موقع كنيسة ودير الآباء الفرنسيسكان في الواجهة باب برونزي يؤدي إلى كنيسة القربان المقدس التي تحيي ذكرى ظهور يسوع الفصحي للعذراء مريم. في الجهة اليمنى عمود في الحائط يعتقد أنه جزء من العمود الذي جلد عليه يسوع.

### حبس المسيح
خلف هيكل المجدلية في نهاية الرواق مغارة يقول تقليد من القرن السابع إنها «حبس المسيح» مشيراُ إلى أنهم سجنو يسوع فيها ريثما أحضروا صليبه.

### بعد الحبس إلى اليسار «كنيسة لونجينوس»
الاسم التقليدي للجندي الذي أراد التحقق من موت يسوع فطعنه بحربة (يو 19، 344) و«كنيسة اقتسام الثياب»، حسبما ورد في إنجيل يوحنا «وأمّا الجنود فبعدما صلبوا يسوع أخذوا ثيابه وجعلوها أربع حصص» وقال بعضهم لبعض«لا نشقه، بل نقترع عليه، فنرى لمن يكون» (يوحنا 19,23).

### كنيسة القديسة هيلانة
كرس الهيكل الرئيسي للقديسة هيلانة أم الإمبراطور قسطنطين، وكرس الهيكل الذي إلى اليمين للقديس ديزما، لص اليمين الذي صلب مع المسيح (لو 23، 43) وتحتوي على عناصر هندسية بيزنطية. وإلى يمينها سلم يؤدي إلى مغارة «العثور على الصلبان» تقول رواية أوسيبيوس أن هيلانة أمرت بالتنقيب في المكان بحثا عن صليب يسوع فوجدت في هذه البئر (التي كانت مهجورة في العصر الروماني) الصلبان الثلاثة ومن بينها صليب يسوع.

### كنيسة الإهانات
وهي المكان الذي يشير فيه التقليد إلى الإهانات التي وجهت ليسوع المصلوب.
«وكان المارّة يشتمونه.. وكذلك كان عظماء الكهنة والكتبة يسخرون فيقول بعضهم لبعض: خلّص غيره من الناس، ولم يقدر أن يخلّص نفسه» (مر 15,29) وعلى بضع خطوات إلى الأمام حجرة فيها لوح زجاجي يسمح لنا بمشاهدة صخرة الجلجلة ويظهر فيها شرخ عمودي غير طبيعي يقول التقليد من القرن الرابع أنه حدث من جرّاء الزلزال الذي وقع عند موت المسيح.
في كنيسة القيامة دير للرهبان الفرنسيين نسبة إلى القديس فرنسيس الأسيزي الذي جاء إلى القدس سنة ألف ومائتين وتسع عشرة، ووافق البابا كليمنت السادس ببراءة بابوية سنة ألف وثلاثمئة واثنين وأربعين على وجود الفرنسيين في الكنيسة على أن يكونوا حراس الأراضي المقدسة باسم العالم الكاثوليكي. رمموا الكنيسة عام 1719م وأقاموا فيها بناء جديدا سنة 1967م يقيمون الصلاة فيها إلى جانب طواف يومي في مختلف ربوعه.
وهناك أديار أرثوذكسية أولها دير الروم الأرثوذكس، وأسس بطريرك القدس اليوناني جرمانوس أخوية القبر المقدس بعد الاحتلال العثماني لفلسطين، ويعد أعضاء هذه الأخوية حراس الأراضي المقدسة باسم العالم الأرثوذكسي.
ومنذ أيام جرمانوس عمل الروم الأرثوذكس اليونان على التوسيع في كنيسة القيامة وبعد احتراقها سنة ألف وثمانمئة وثمان توصلوا إلى الانفراد بترميم أكبر قسم منها بموجب مخططاتهم ولهم اليوم أكبر حصة فيها ومنها محور الكنيسة المعروف بنصف الدنيا، وفي كل يوم يقيمون الصلاة هناك.
وللأرمن الأرثوذكس الحصة الثالثة في كنيسة ومنها قسم الرواق الذي يشرف على القبر المقدس وكنيسة القديسة هيلانة، وبدأوا التوسع في الكنيسة منذ القرن السابع عشر الميلادي، وفي كل يوم يقميون الصلاة، أما الأقباط الأرثوذكس، فلهم مكانة ثانوية في الكنيسة، يؤدون صلواتهم في معبد صغير بنوه ملاصقا للقبر المقدس سنة 1540، ثم جدد بعد حريق سنة 1808، فيما يقيم السريان الأرثوذكس الصلاة كل أحد في معبد للأرمن قرب حنيه القبر المقدس الغربية.
ولا شك في أن أعظم احتفالات كنيسة القيامة عند جميع الطوائف المسيحية هي احتفالات الأسبوع المقدس والفصح التي تتم في أقدس مكان مسيحي في الساحة القديمة، حيث بقايا أعمدة كانت تحمل أروقة المساكن والقاعات المخصصة لفرسان «مار يوحنا»، يجتمع الناس من أصقاع الأرض في يومي «خميس الغسل»، و«سبت النور» من «أسبوع الآلام» الذي ينتهي بعيد الفصح.
أضر الغزو الفارسي عام 614 م. كثيرا بالأماكن المقدسة وأعاد موديستو الناسكوالذي صار فيما بعد بطريركا للقدس ترميمها. لم يمس الفتح العربي عام 637 م القبر المقدس بسوء وتمتع المسيحيون بالحرية الدينية التي كانت تتخللها بعض أعمال العنف، يذكر الحاج أركولفو الذي زار القدس عام 670 م. أي بعد دخول العرب إلى المدينة، كيف تحطمت أجزاء من الحجر الذي سدّ به باب القبر إثر الغزو الفارسي.
وبنيت فوق الجلجة كنيسة وكرست المغارة تحتها لآدم وراح، وأمر الحاكم بأمر الله بتدمير كنيسة القيامة عام 1009 م، ونال الإمبراطور البيزنطي الإذن بإجراء بعض التصليحات فيها عام 1048 م. وفي 15 تموز 1099 دخل الصليبيون فلسطين وأسسوا مملكة لاتينية عاصمتها القدس التي أعملوا السَّيف في سكانها وارتكبوا مجزرة ذهب ضحيتها عدد كبير المقدسيين وبقيت القدس عاصمة مملكة أورشليم الصليبية حتى سنة 1187م، عندما ألحق صلاح الدين الأيوبي الهزيمة بالصليبيين في معركة حطين، وقرر الصليبيون بعد دخولهم إعادة بناء الكنائس القديمة المتهدمة وإنشاء مبنى ضخم يحوي داخله جميع الأبنية الأساسية ومنها الجلجلة والقبر.
عام 1808 شبّ حريق ودمّر القبة تماما فأصلحت على الشكل الذي نراه اليوم. هدم زلزال عام 1927م قبة الكنيسة الأرثوذكسية وفي كانون أول (ديسمبر) عام 1994م اتفق رؤساء الطوائف الثلاث على القيام بأعمال الترميم في القبة التي فوق القبر المقدس.
منذ إنشائها وحتى الآن تمتعت كنيسة القيامة ولا تزال بأهمية استثنائية ووصفها الرحالة المسلمون ومنهم ناصر خسروا «للنصارى في بيت المقدس كنيسة لها عندهم مكانة عظيمة ويحج إليها كل سنة كثير من بلاد الروم».

## وأيضاً فيالقدس

### جبل الزيتون

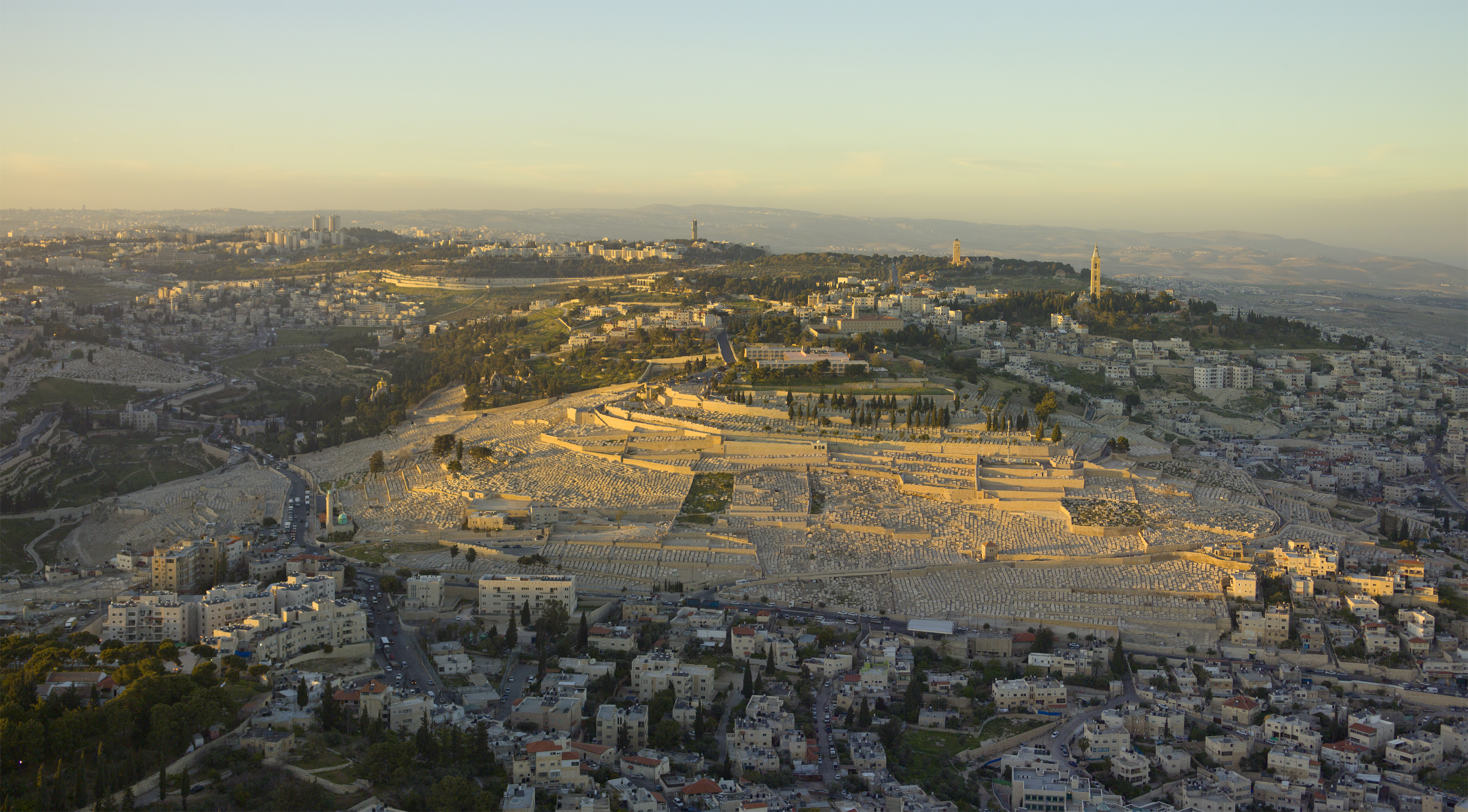
صورة جوية لجبل الزيتون

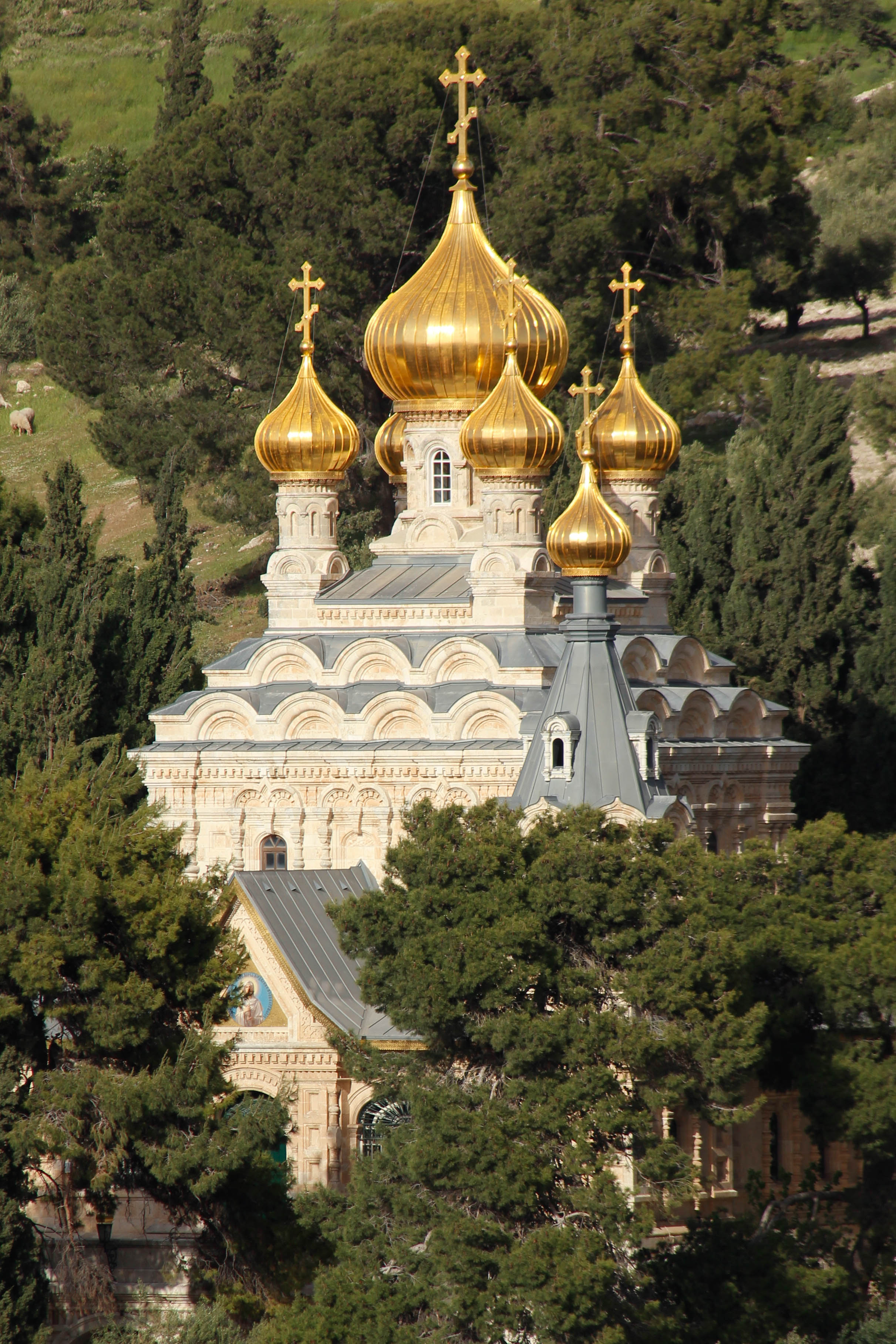
كنيسة مريم المجدلية الواقعة على منحدرات جبل الزيتون.

أو قرية الطور منذ ما قبل المسيح وأصله «طور زيتا» أي جبل الزيتون حيث طور بمعنى جبل.شرق القدس كان يمر منه يسوع مع تلاميذه في ذهابه وإيابه من القدس إلى أريحا وبيت عنيا، يطل على المسجد الأقصى وله أهمية تاريخية ودينية حيث تنتشر فيه كنائس وأديرة الصعود لجميع الطوائف المسيحية، لذلك انتشرت فيه الكنائس منذ القرن الخامس أهمها كان كنيسة «غابة الزيتون» وهي إحدى الكنائس الثلاث التي شيدتها هيلانة أيام قسطنطين فوق المغارات الثلاث، الميلاد والقبر المقدس وهذه المغارة فوق جبل الزيتون تكريما للموقع الذي يشير إليه أوسابيوس على أن «يسوع أخذ يعلم تلاميذه الأسرار المقدسة» فيه. وكتبت الحاجة إيجيريا التي زارت فلسطين عام 380م أنّ هذه الكنيسة سميت «على القمة» ودمرت الأبنية على جبل الزيتون عام 614 م بعد مجيء الفرس ثم أعيد إعمارها وهدمت بعد خروج الصليبيين.
وحسب الكتب المسيحية فإن يسوع المسيح صعد من هذا الجبل إلى السماء وفيه مقام للسيدة العذراء، له دلالة خاصة فعليه بكى يسوع على أورشليم حينما كان على قمة الجبل نازلاً في طريقه إلى أورشليم يوم أحد الشعانين (لو 19: 41) وعلى جانبه الشرقي حيث يقع بيت عنيا، بكى على قبر لعازر (لو 19: 41) وعلى جانبه الغربي كان هناك بستان يُدعى جثسيمانى وهناك «قدم بصراخ شديد ودموع طلبات وتضرعات للعلي أن يخلصه من الموت» (لو 19: 41).ومنه صعد المسيح إلى السماء، وفيه كنيسة القديسة مريم المجدلية بقبابها الذهبية.

### درب الآلام
الطريق التي يعتقد أن السيد المسيح قد سلكها حاملا صليبه عندما ساقه الجنود الرومان من قلعة «انطون» حيث حكم عليه بالموت سنة 30م بعد أن أتى القدس وزار الهيكل واستنكر وجود الصيارفة والباعة، «ودخل يسوع إلى هيكل الله وأخرج جميع الذين كانوا يبيعون ويشترون في الهيكل، وقلب موائد الصيارفة وكراسي باعة الحمام، وقال لهم مكتوب ان بيتي بيت الصلاة يدعى، وانتم جعلتموه مغارة لصوص» إنجيل متى.
وحكم مجلس «السنهدريم» اليهودي على يسوع بالموت وساقوه من قلعة انطون إلى الوالي الروماني بيلاطس صارخين «اصلبه، اصلبه دمه علينا وعلى اولادنا» وعلى هذه الدرب وقع المسيح مغشيا عليه عدة مرات بفعل التعذيب وثقل الصليب وتاج الشوك الذي كان يعلو رأسه، ويتألف من 14 مرحلة تبدأ من مدرسة راهبات صهيون وصولا إلى القبر المقدس في كنيسة القيامة.

### كنيسة القديس اسطفانوس
أرثوذكسية بين الجسمانية وسور المدينة بنيت 1957م، في الموضع حيث يروي التقليد أنّ استشهاد القديس اسطفانوس تمّ قرب صخرة هناك، وخلال الحفريات عثر على بضع درجات هي جزء من الطريق الذي كان يصعد من وادي قدرون، الأمر الذي جعل احتمال استشهاد اسطفانوس في هذا المكان ممكناً.

### كنيسة سيدتنا مريم
في وادي قدرون بين سلوان وجبل الزيتون وباب الأسباط وتحتوي الكنيسة على قبور
«مريم البتول» ووالديها وقبر يوسف النجار. بنيت بين عامي 450- 457 م، كانت ملكا للفرنسيسكان منذ عام 1363م. وأخذها الروم عام 1757م. وآخر إشارة للعذراء في العهد الجديد تأتي في سفر أعمال الرسل حيث يروي أنّه بعد صعود يسوع إلى السماء عاد الرسل إلى علية صهيون حيث «كانوا يواظبون جميعا على الصلاة بقلب واحد، مع بعض النسوة ومريم أم يسوع ومع إخوته» (أع 1، 14).

### كنيسة القديسة حنة ( الصلاحية )
شمال الحرم القدسي قرب باب الأسباط، حيث أتى السيد المسيح في هذا الموقع بإحدى معجزاته. احترقت الكنيسة إبان الغزو الفارسي عام 614، أعاد الصليبيون بناءها وحولت في عهد صلاح الدين الأيوبي إلى مدرسة للفقهاء الشافعيين. استلمها الفرنسيون من السلطان العثماني عبد الحميد عام 1855م فأنشاوا بها مدرسة.

### كنيسة الجثمانية
والجسمانية أو الجثمانية بالعبرية معناها معصرة الزيتون تقع بين سلوان وجبل الطور وباب الأسباط. فيها موقعان مقدسان هما مغارة الاعتقال (مغارة المعصرة) وصخرة العذاب التي تقوم في كنيسة الجسمانية. كتب القديس هيرونيموس عام 386 م أنّه قد بنيت في أيامه كنيسة في ذلك الموضع. وروت إيجريا التي جاءت في نفس الفترة تقريبا عن كنيسة جميلة بنيت حيث صلّى يسوع وذكرت أيضا المغارة حيث قبض الجند عليه وهي مغارة الجسمانية.دمرها الفرس وأعيد بناء كنيسة متواضعة. ولما جاء الصليبيون أشادوا كنيسة ضخمة لم تدم طويلا بعد رحيلهم إذ دمرها صلاح الدين عام 1187.
اشترى الآباء الفرنسيسكان عام 1666م. حقل زيتون حول أطلال الكنيسة الصليبية كان الناس يكرمون فيه ثماني شجرات زيتون قديمة. وعثر على فسيفساء من القرن الرابع والسادس وبقايا هيكل.
والمغارة مفتوحة اليوم تحت رعاية الآباء الفرنسيسكان الذين بنوا كنيسة الجسمانية عام 1919-1924م. فوق أطلال الكنيسة البيزنطية القديمة. ويمكن مشاهدة أجزاء من الفسيفساء القديمة تحت ألواح من الكريستال في أرضية الكنيسة. الفسيفساء الرئيسة التي في الصدر تمثل مشهد عذاب يسوع في بستان الزيتون في الموقع الذي يعتقد أنه شهد عملية القبض عليه إثر وشاية يهوذا الاسخريوطي. خرج يسوع من علية صهيون ليلة الخميس المقدس بعد العشاء الأخير ومضى إلى جبل الزيتون حيث كان يعتاد الذهاب إلى ضيعة تدعى الجسمانية (لو 22، 39) ولما بلغ هناك ترك تلاميذه في مغارة (متى 26، 36)وقال لهم «أمكثوا ههنا ريثما أمضي وأصلّي هناك» (متى 26,38).

### كنيسة أيها الرجال الجليليون
والمنطقة المحيطة التابعة للروم الأثوذكس. ويعود الاسم إلى نص أعمال الرسل «أيّها الجليليون ما بالكم قائمين تنظرون إلى السماء» (أع 1، 11)، وهي مكرسة لظهور يسوع للأحد عشر، داخل السور كنيسة بيزنطية.

### كنيسة العلية (دير صهيون)
قرب من باب الخليل حيث يعتقد أن السيد المسيح تناول مع تلاميذه العشاء الأخير.

### كنيسة الصعود

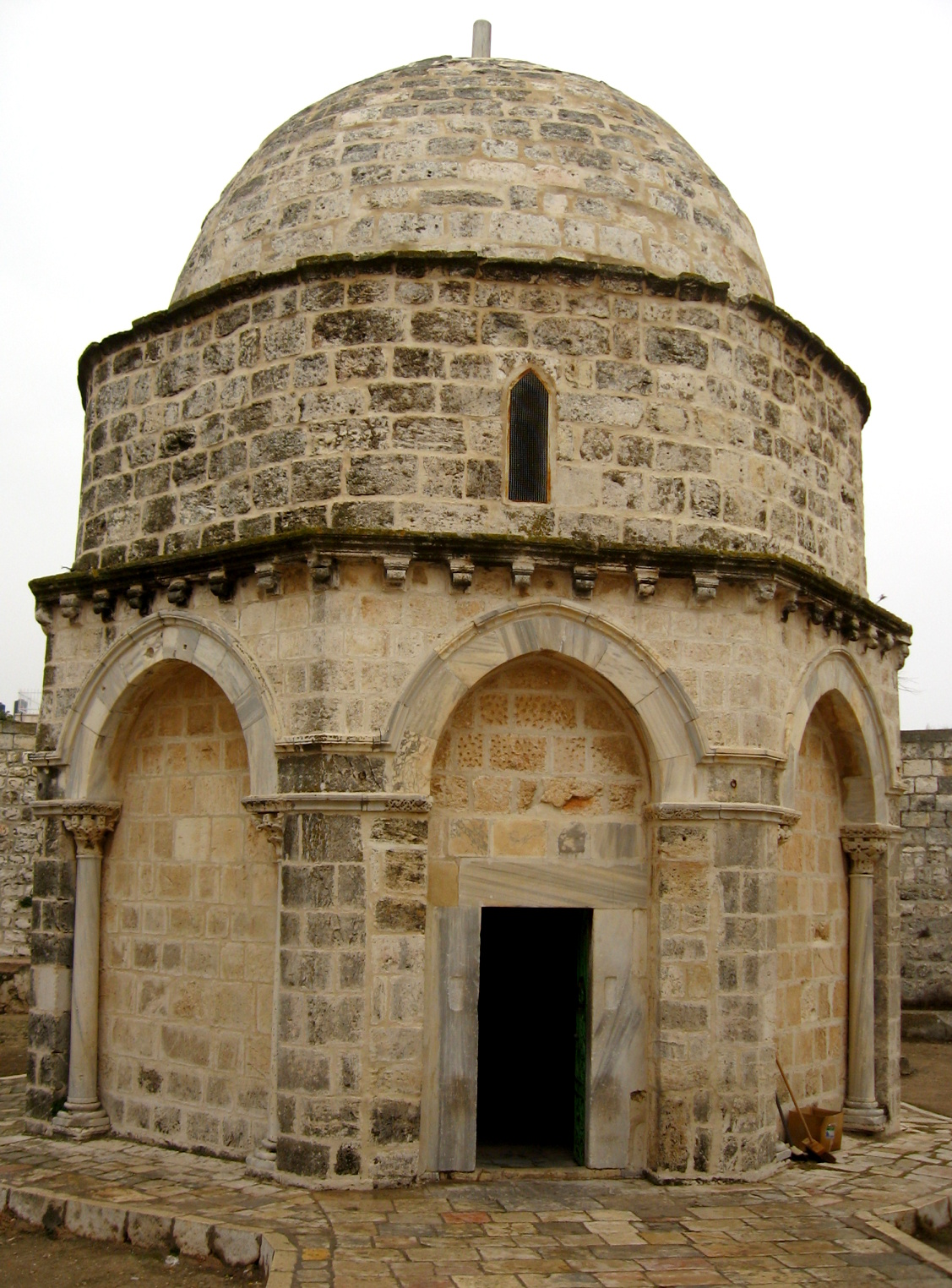
كنيسة الصعود في القدس

على جبل الزيتون حيث يعتقد أن السيد المسيح صعد إلى السماء.

### قبر البستان
شمال باب العامود، حفر في صخرة على هيئة جمجمة أصبحت مزاراً مسيحياً وسياحياً، حيث تعتقد طائفة من البروتستانت أن السيد المسيح صلب في حديقة تقع على مقربة من تلة كان اليهود يرجمون فيها المحكومين ويصلبونهم ويلقون بجثثهم منها إلى واد قريب.

### دير السلطان
للأقباط بجوار كنيسة القيامة، مساحته 1800م² تقريبًا، متصل من الشمال بدير مار أنطونيوس، ومن الغرب بمباني كنيسة القيامة.وفي الزاوية الجنوبية الغربية لساحة الدير كنيستان تاريخيتان على الطراز القبطي: إحداهما علوية وهي كنيسة«الأربعة حيوانات» غير المتجسدين، ومساحتها 42م²، ولها هيكل، واحد حجابه مطعّم بالعاج حسب النسق القبطي القديم.

### دير مار أنطونيوس
للأقباط شمال كنيسة القديسة هيلانة بالقيامة، أُصلح وأضيف إليه مبان جديدة في سنة 1875 وفي سنة 1907 عُمّر من جديد، وفي سنة 1912 ويوجد بالطابق الثاني من الدير كنيسة مار أنطونيوس، الملاصقة للحائط الشمالي لكنيسة القيامة، يرجع تاريخ بناء الكنيسة إلى العام 1856- 1899.

### دير مار جرجس
يعود إلى القرن السابع عشر وللكنيسة هيكل واحد، وبها أيقونات جميلة، وتجري فيها خدمة القداس.

### قرية سلوان
على جوانب جبل الفضيحة، سكن العديد من النساك الذين كانوا يقطنون الكهوف المنطقة في العهد البيزنطي. وما زالت الكتابات على الجدران تثبت وجودهم. فيها أقدم القبور التي ترجع إلى ما قبل السبي البابلي.

### نبع جيحون
و يعني «النبع/الأصل» ورد في سفر التكوين كأحد أنهار الجنة الأربعة (تك 2، 13) ويسميه المسيحيون «نبع ستنا مريم».

### بركة سلوان
عند التقاء وادي تيروبيون بوادي قدرون، مياهها من نبع جيحون، في هذا المكان يروي الإنجيل معجزة شفاء الأعمى «... قال هذا وتفل في الأرض، فجبل من تفاله طينا، وطلى به عيني الأعمى، ثمّ قال له إذهب فاغتسل في بركة سلوام... فذهب فاغتسل فعاد بصيرا» (يو 9، 1-14).

## وأيضاً خارجالقدس

### دير مار سابا

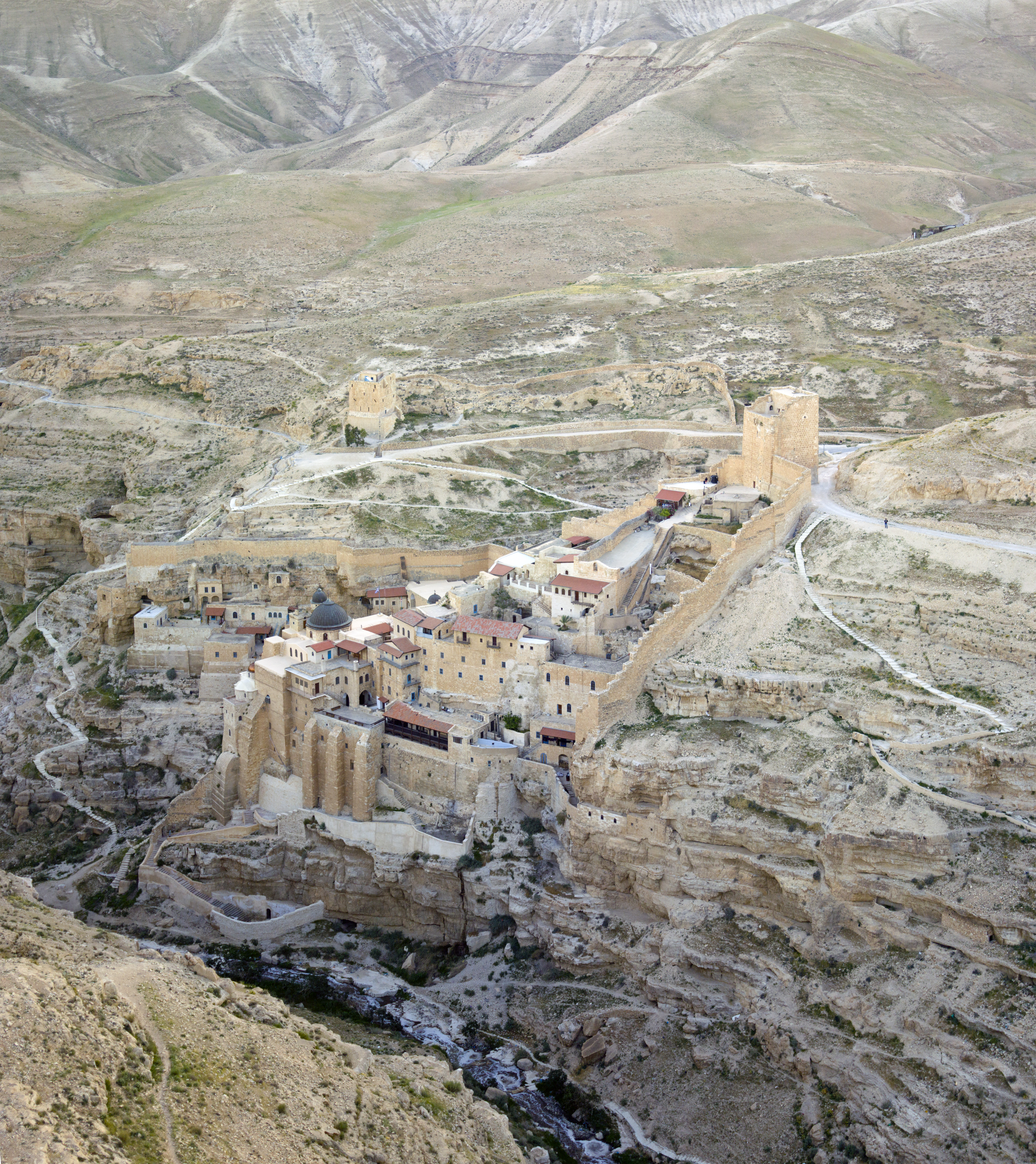
دير مار سابا، يطل على وادي قدرون بالضفة الغربية.

في برية القدس التي أسماها رحالة الغرب صحراء صهيون، وهي الامتداد الشاسع من شرق القدس وبيت لحم والخليل حتى تخوم البحر الميت. وهناك عاش قديسون وثوار وملوك وأباطرة.
ودير مار سابا قريب من بلدة العبيدية ووادي النار الذي يصب في البحر الميت.منحوت جزء منه في الصخور يعود إلى نحو عام 484 م، يطل على جبال ووديان وكهوف، يعيش فيه رهبان أرثوذكس غالبيتهم من اليونان، الذين يسيطرون على مقدرات الكنيسة العربية الأرثوذكسية. والدراسات عنه تدل على أن المسيحيين العرب لعبوا فيه دورا بارزا، ففيه أنجز رهبان الدير أول ترجمة عربية للأناجيل في القرن التاسع الميلادي.
وأشهر الذين نزلوه، وما يزال يحتفل له بعيد يتقاطر فيه الناس، منصور بن سرجون المعروف باسم (يوحنا الدمشقي) المولود في دمشق نحو عام 675م الذي بقي في الدير 25 عاماً وتوفي ودفن فيه، ثم نقلن رفاته إلى القسطنطينية.
من تقاليد الدير منع دخول النساء إليه، والشائع أنه إذا دخلت إليه امرأة فانه سيهتز ويدمر، ويحظر رهبان الدير دخول أي امرأة إليه، وقربه منزل حجري قديم يقال بان القديس سابا استضاف فيه أمه ولم يدخلها الدير أبدا. يوجد فيه مومياء القديس سابا، باني الدير التي سرقت إلى القسطنطينية ومن ثم إلى البندقية، واستعيدت عام 1965 باحتفال مهيب، وكان فيه وحوله في الكهوف والمغر نحو خمسة آلاف راهب.

### صفرونيوس

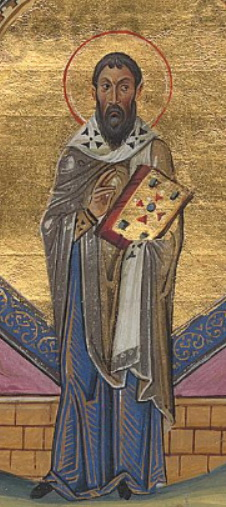
صفرونيوس

من الصعب ذكر مدينة القدس في سياقها المسيحي دون المرور على بطريركها وقديسها صفرونيوس، ففي نظر البعض قام هذا الرجل بتسليم المدينة إلى العرب الفاتحين، ومن وجهة نظر البعض حماها من تبعات الفتح، وفي الحالتين بعض الحقيقة وبعض المغالاة، فصفرونيوس الدمشقي علِم وشهد فتح دمشق وعهدة خالد بن الوليد الشهيرة التي أعطيت لآل سرجون ومنهم صديقه ورفيق دربه القديس يوحنا الدمشقي، بما تحتويه من تسامح وترك لدور العبادة المسيحية، في حين من عادة الفاتحين تدمير كل شيء.
ولد صفرونيوس في دمشق، اعتنى والداه بتربيته تربية صالحة، ونال لقب «حكيم» فبدأ حياته العلمية في تعليم الفصاحة والبيان. لكن وفاة والديه حملته على ترك الدنيا إلى خدمة الدين، جاء فلسطين واختار دير «القديس ثيودوسيوس» الشهير شرق بيت لحم، فقضى فيه شطرًا من حياته، يمارس الصلاة العقلية والحياة النسكية، وتعرف بيوحنا الدمشقى الذي ظل صديقًا مرافقًا له وزارا معا أشهر أديرة فلسطين وأولها دير «القديس سابا» وخلال احتلال الفرس للقدس سافرا معا إلى مصر، وأتيا الإسكندرية في عهد البطريرك القديس «يوحنا الرحيم» واتصل صفرونيوس بفلاسفتها ونساكها والتيارات الفكرية فيها، ولبس فيها المسوح وعايش الانشقاق بين المونوفيزية الغالبة في الكنيسة القبطية، وبين الأرثوذكسية التابعة للكنيسة الجامعة، فرسمه البطريرك يوحنا كاهنًا
وسافر مع صديقه الدمشقي يوحنا إلى روما، فزار أديرتها، ولما شعر يوحنا بدنو أجله، أوصى صفرونيوس بأن لا يتركه وحيدًا هناك، فلما مات حمله صفرونيوس وعاد به إلى فلسطين التي رحل عنها الفرس عام 629 م ودفنه فيها.
في العام 634م تسلم صفرونيوس السدة البطريركية في القدس، خلفاً لمودستوس، وعرف بمقاومته للمونوفيزية والمونوتيلية، أي للمؤمنين بالطبيعة للواحدة للسيد المسيح وبالإرادة الواحدة.
في عام 637م أصر صفرونيس على أن يحضر الخليفة عمر بن الخطاب ليتسلم مفتاح القدس بعد ان حاصرها العرب المسلمون شهراً ويئس من وصول جيش من القسطنطينية للدفاع عنها. ومضى عمر إلى الشام وقيل أن أبا عبيدة لما حاصر القدس قال له أهلها ان يصالحهم على صلح أهل مدن الشام وان يتولى العقد عمر بن الخطاب فكتبه وقدمه اليهم وهذا نصه "بسم الله الرحمن الرحيم هذا ما أعطى عبد الله عمر أمير المؤمنين أهل إيلياء من الامان، أعطاهم أمانا لانفسهم وأموالهم ولكنائسهم وصلبانهم وسقيمها وبريئها وسائر ملتها.
انه لا تسكن كنائسهم ولا تهدم ولا ينتقص منها ولا من حيزها ولا من صليبهم ولا من شيء من أموالهم ولا يكرهون على دينهم ولا يصار أحد منهم ولا يسكن بإيلياء معهم أحد من اليهود وعلى أهل إيلياء ان يعطوا الجزية كما يعطي أهل المدائن وعليهم ان يخرجوا منها الروم واللصوص فمن خرج منهم فإنه آمن على نفسه وماله، حتى يبلغوا مأمنهم ومن أقام منهم فهو آمن وعليه مثل ما على أهل إيلياء من الجزية، ومن أحب من أهل إيلياء ان يسير بنفسه وماله مع الروم ويخلي بيعهم وصلبهم فإنهم آمنون على أنفسهم وعلى بيعهم وصلبهم حتى يبلغوا مأمنهم، ومن كان بها من أهل الأرض قبل مقتل فلان فمن شاء منهم قعد وعليه مثل ما على أهل إيلياء من الجزية، ومن شاء سار مع الروم ومن شاء رجع إلى أهله فإنه لا يؤخذ منهم شيء حتى يحصد حصادهم وعلى ما في هذا الكتاب عهد الله وذمة رسوله وذمة الخلفاء وذمة المؤمنين إذا اعطوا الذي عليهم من الجزية، شهد على ذلك خالد بن الوليد وعمرو بن العاص وعبد الرحمن بن عوف ومعاوية بن أبي سفيان"
ويلفت النظر في عهدة عمر فقرة «ولا يسكن إيلياء معهم أحد من اليهود» وهذا شرط اشترطه صفرونيوس نفسه، وأقره عليه الفاروق.وبعد الفتح 637م لم يعش صفرونيوس أكثر من عام، لكن صيته انتشر حتى إن المجمع النيقاوي سنة 787م اعتمد أقواله وتعاليمه، وضمها إلى مجموعة قوانين الإيمان المقدس، وبات من صفاته مجدد دمشق، وفخر القدس، ومعلم الكنيسة وجمال القديسيين.